# Stanislas Ostroróg
Hr. Stanislas Marie Joseph Antoine Ostroróg, właściwie Stanisław Maria Józef Antoni Ostroróg (ur. 20 maja 1897 w Stambule, zm. 27 września 1960 w Paryżu) był dyplomatą francuskim. Pochodził z rodu polskiego Ostrorogów, h. Nałęcz. Służył w Irlandii, na środkowym oraz na Dalekim Wschodzie, m.in. w Indiach.

## Kariera dyplomatyczna
Był młodszym synem Leona, prawnika i jego żony, Jeanne-Marie z Lorandów ze Stambułu. Studia skończył w Paryżu w École Libre des Sciences Politiques. Został wymieniony przez U.S. State Department jako delegat dyplomatyczny Francji na Lewant w 1945 r.
Jako ambasador Francji w Dublinie przyczynił się osobiście do powrotu zwłok Williama Butlera Yeatsa do Irlandii.
Zmarł w Neuilly-sur-Seine, gdzie został pochowany w 1960 r.

## Twórczość
- Stanislas Ostroróg (1897-1960), Éditeur scientifique: Yves Plattard, Courrier d’Orient: dépêches diplomatiques Edition: Nancy: Presses universitaires de Nancy, 1991. 168 p. ISBN 978-2864804680.

## Odznaczenia
- Kawaler Legii Honorowej 10 stycznia 1936
- Oficer Legii Honorowej 14 sierpnia 1946
- Doktor honoris causa Narodowego Uniwersytetu Irlandii(inne języki) (1951)[5]
- Komandor Legii Honorowej 29 lipca 1955